# Bremen (1705)
Bremen byggdes 1705 under ledning av Charles Sheldon på Karlskrona örlogsvarv i Karlskrona. Bremen blev förbyggt (renovering samt ombyggnad) 1749[källa behövs] i polhemsdockan. Bremen deltog i sjöslagen vid Kögebukt 1710 och Rügen 1715 samt i sjötågen 1720—21, 1741 och 1757—62. Bremen såldes 1781.